# De Fakkel (benzinestation)
Het benzinestation aan de Citadellaan 26 in 's-Hertogenbosch werd in 1959 gebouwd en is beschermd als rijksmonument. Het hoofdgebouw is ontworpen in de stijl van het nieuwe bouwen.

## Geschiedenis
Het tankstation is in 2001 aangewezen als rijksmonument. Bij de inschrijving is het aangewezen als zijnde een herinnering aan de forse groei van de automobielindustrie tijdens het interbellum. Bij een restauratie in 2016 bleek echter dat op foto's uit de jaren 30 en 40 van de 20e eeuw, het benzinestation niet voorkomt. Uit onderzoek van rond de restauratie blijkt dat in 1954 een verzoek bij de gemeente is binnengekomen voor een modern servicestation, garage en reisbureau. De eerste tekeningen van de pompinstallatie van het servicestation stammen uit 1957, een herziening van de tekening stamt uit begin 1958. Het is tevens bekend dat in 1950 beton is gestort voor nieuwe pompen. De nieuwe pompen vervingen de handmatige pompen door elektrisch aangedreven pompen.
In 2018 kwam het idee om de pui en oorspronkelijke details te restaureren op. Het gaat hierbij onder andere om het terugbrengen van de glazen pui en het verwijderen externe airconditioning units.

### Monumentale status
De status van rijksmonument is in 2001 toegekend op basis van een foutief veronderstelde leeftijd. Het pand is onder andere aangewezen omdat het cultuurhistorische waarde zou bezitten als herinnering aan de forse groei van de automobielindustrie gedurende het Interbellum. Bij de toekenning van de status is ook de ligging ten opzichte van de wijk De Muntel meegenomen. De gemeente ’s-Hertogenbosch heeft echter aangegeven dat desondanks de monumentale status behouden zal blijven. Ook de Rijksdienst voor het Cultureel Erfgoed heeft aangegeven dat er voldoende redenen kunnen zijn om het gebouw aan te houden als rijksmonument.

## Redengevende omschrijving
Het hoofdgebouw van het tankstation is vrijstaand en ontworpen in de stijl van het nieuwe bouwen. Vlak bij het hoofdgebouw staat een kantoorpand, dat wel bij het station hoort, maar buiten de bescherming van rijksmonument valt. De twee bouwwerken zijn met elkaar verbonden via een smeedijzeren hekwerk.

### Exterieur
Het tankstation is een bouwlaag hoog en opgetrokken uit baksteen en beton. Het steenwerk is voorzien van een pleisterlaag. In de pui, met afgeronde hoeken, is veelvuldig gebruik gemaakt van glas. De pui loopt gedeeltelijk door in zowel de linker- als de rechter zijgevel. In de pui is eveneens een twaalfdelig stalen venster geplaatst. Het venster staat op een gemetselde, gecementeerde en beschilderde afzaat met plint. De toegangsdeur is van staal en voorzien van glas. In het bovenlicht bevindt zich een valraam. De luifel is van beton en loopt op ongeveer een meter afstand onder de dakrand door. Net als de pui, zijn ook de hoeken van de luifel afgerond.
De rechter zijgevel heeft één houten deur met een marmercementen dorpel. De deur gaf toegang tot een sobere toiletruimte met keukentje.

### Interieur
Doordat er een verlaagd plafond is aangebracht zijn de ijzeren profielbalken aan het zicht onttrokken. De vensterbanken hebben witte, keramische tegels. De plint onder de pui en de lambrisering bestaan gedeeltelijk uit wandtegels. Het toilet en de keuken zijn voorzien van zwart-gele vloertegels en crèmekleurige wandtegels.